# Den döende slaven
Den döende slaven är en marmorskulptur utförd av Michelangelo 1513–1516. Tillsammans med skulpturen Den upproriske slaven var den ämnad att pryda påven Julius II:s gravmonument. Detta monument fullbordades dock inte och Michelangelo skänkte skulpturerna till den florentinske bankiren Roberto Strozzi. Skulpturerna förvärvades slutligen av den franska regeringen 1793 och inlemmades i Louvrens samlingar.